# Anabolito
Anabolito es un término utilizado en biología, bioquímica y fisiología para describir a las sustancias químicas que resultan de los procesos anabólicos en el organismo.  Estas sustancias son productos intermedios o finales que forman parte de rutas biosintéticas donde se construyen moléculas complejas a partir de unidades más simples.

## Definición y contexto
Los anabolitos son productos que participan en el metabolismo anabólico, una de las dos ramas principales del metabolismo junto con el catabolismo. Mientras que el catabolismo implica la degradación de compuestos para liberar energía, el anabolismo y sus productos (anabolitos) se asocian con la síntesis de estructuras celulares y el almacenamiento de energía.
El término suele aplicarse en contraposición a catabolitos, que son los productos del metabolismo degradativo. Ambos conceptos son relevantes en el estudio del equilibrio energético y funcional del organismo.

## Funciones principales
Los anabolitos cumplen múltiples funciones esenciales:
- Crecimiento celular y tisular: como precursores de estructuras celulares nuevas (membranas, proteínas, etc.).
- Almacenamiento energético: como reserva futura, por ejemplo, en forma de glucógeno o triglicéridos.
- Reparación de tejidos: tras procesos de daño o desgaste celular.
- Producción de macromoléculas: intervienen en la síntesis de ácidos nucleicos, proteínas, polisacáridos y lípidos.

## Ejemplos comunes
Algunos ejemplos de anabolitos incluyen:
- Aminoácidos: precursores de proteínas.
- Monosacáridos como la glucosa: base para disacáridos y polisacáridos.
- Ácido grasos: componentes para la síntesis de lípidos complejos.
- Nucleótidos: subunidades estructurales de los ácidos nucleicos.

## Comparación entre anabolitos y catabolitos
| Característica              | Anabolito                               | Catabolito                         |
| --------------------------- | --------------------------------------- | ---------------------------------- |
| Proceso metabólico asociado | Anabolismo                              | Catabolismo                        |
| Tipo de reacción            | Síntesis (construcción)                 | Degradación (descomposición)       |
| Energía involucrada         | Requiere energía (endergónica)          | Libera energía (exergónica)        |
| Ejemplos                    | Aminoácidos, nucleótidos, ácidos grasos | Urea, dióxido de carbono, amoníaco |
| Función principal           | Construcción de estructuras             | Obtención de energía               |

## Importancia clínica y metabólica
La concentración y dinámica de los anabolitos pueden servir como indicadores de procesos fisiológicos o patológicos. Por ejemplo:
- En el embarazo o la infancia se observa un aumento en la actividad anabólica.
- En enfermedades como el cáncer, ciertos anabolitos pueden acumularse de forma desregulada.
- Los estudios sobre anabolitos tienen aplicación en la nutrición, farmacología y medicina deportiva.